# Liste der Autorenbeteiligungen und Produktionen von David Guetta
Dies ist eine Übersicht der Autorentätigkeiten (Musik/Text) und Produktionen des französischen DJs, Produzenten und Songwriters David Guetta. Zu berücksichtigen ist, dass die Lieder, die unter seinem eigenen Namen veröffentlicht wurden sowie Remixe nicht aufgeführt werden. Bei vielen Liedern war Guetta nicht alleiniger Autor oder Produzent, die weiteren Namen sind im jeweiligen Lied- oder Albumartikel hinterlegt, sofern dieser vorhanden ist. Aus Gründen der besseren Übersicht, sind lediglich nennenswerte und relevante Coverversionen aufgeführt.

## #
| Jahr | Titel | Interpret   | Album |
| ---- | ----- | ----------- | ----- |
| 2017 | 2U    | Stereo Slam |       |

## A
| Jahr | Titel      | Interpret       | Album              |
| ---- | ---------- | --------------- | ------------------ |
| 2010 | Acapella   | Kelis           | Flesh Tone         |
| 2018 | Afterglow  | Jack Back       | 7                  |
| 2010 | Angel      | Akon            |                    |
| 2013 | Apelle-moi | Les Schtroumpfs | Vive les vacances! |

## B
| Jahr | Titel          | Interpret      | Album        |
| ---- | -------------- | -------------- | ------------ |
| 2018 | Back and Forth | Jack Back      | 7            |
| 2016 | Bang My Head   | Karbon Kopy    |              |
| 2013 | Body Ache      | Britney Spears | Britney Jean |

## C
| Jahr | Titel                | Interpret                     | Album                    |
| ---- | -------------------- | ----------------------------- | ------------------------ |
| 2013 | C’est le week-wnd    | Les Schtroumpfs               | Les hits des Schtroumpfs |
| 2011 | Club Can’t Handle Me | The Chipmunks & The Chipettes | Chipwrecked              |

## D
| Jahr | Titel     | Interpret                                            | Album     |
| ---- | --------- | ---------------------------------------------------- | --------- |
| 2015 | Dangerous | David Garrett feat. The Royal Philharmonic Orchestra | Explosive |

## E
| Jahr | Titel      | Interpret                     | Album     |
| ---- | ---------- | ----------------------------- | --------- |
| 2010 | Each Other | Kelly Rowland feat. Rico Love | Here I Am |

## F
| Jahr | Titel             | Interpret                          | Album           |
| ---- | ----------------- | ---------------------------------- | --------------- |
| 2013 | Fashion!          | Lady Gaga                          | Artpop          |
| 2015 | Fallen Stars      | DB Fre$h feat. Devan Devone & Akon | My Life a Movie |
| 2010 | Forever and a Day | Kelly Rowland                      | Here I Am       |
| 2010 | Freak             | Estelle feat. Kardinal Offishall   | All of Me       |
| 2018 | French Touch      | Camille & Julie Berthollet         | Entre 2         |

## G
| Jahr | Titel   | Interpret | Album |
| ---- | ------- | --------- | ----- |
| 2018 | Grenade | Jack Back | 7     |

## H
| Jahr | Titel               | Interpret  | Album       |
| ---- | ------------------- | ---------- | ----------- |
| 2011 | Het is weer weekend | De Smurfen | Smurfenhits |

## I
| Jahr | Titel                  | Interpret                      | Album        |
| ---- | ---------------------- | ------------------------------ | ------------ |
| 2009 | I Gotta Feeling        | The Black Eyed Peas            | The E.N.D.   |
| 2018 | Inferno                | Jack Back                      | 7            |
| 2018 | (It Happens) Sometimes | Jack Back                      |              |
| 2013 | It Should Be Easy      | Britney Spears feat. Will.i.am | Britney Jean |

## L
| Jahr | Titel  | Interpret  | Album |
| ---- | ------ | ---------- | ----- |
| 2014 | Lonely | La La Land |       |

## M
| Jahr | Titel                   | Interpret | Album               |
| ---- | ----------------------- | --------- | ------------------- |
| 2011 | Morning, Noon and Night | Rock City | Songs That We Wrote |

## N
| Jahr | Titel                | Interpret      | Album        |
| ---- | -------------------- | -------------- | ------------ |
| 2013 | Now That I Found You | Britney Spears | Britney Jean |

## O
| Jahr | Titel                       | Interpret                        | Album         |
| ---- | --------------------------- | -------------------------------- | ------------- |
| 2014 | One Last Time               | Ariana Grande                    | My Everything |
| 2015 | One Last Time (Attends-moi) | Ariana Grande feat. Kendji Girac | Kendji        |
| 2010 | Op mijn verlanglisjst       | Kidz-DJ                          | I ♥ Sint      |
| 2018 | Orion                       | Jack Back                        | 7             |

## P
| Jahr | Titel                 | Interpret                      | Album                  |
| ---- | --------------------- | ------------------------------ | ---------------------- |
| 2011 | Pass at Me            | Timbaland feat. Pitbull        |                        |
| 2018 | Perlican              | Jack Back                      | 7                      |
| 2011 | Phresh Out the Runway | Rihanna                        | Unapologetic           |
| 2017 | Pick Me Up            | G-Eazy feat. Anna of the North | The Beautiful & Damned |

## R
| Jahr | Titel          | Interpret           | Album      |
| ---- | -------------- | ------------------- | ---------- |
| 2018 | Reach for Me   | Jack Back           | 7          |
| 2009 | Rock That Body | The Black Eyed Peas | The E.N.D. |

## S
| Jahr | Titel                        | Interpret      | Album                |
| ---- | ---------------------------- | -------------- | -------------------- |
| 2017 | Save Me a Place              | Mono Mind      |                      |
| 2010 | Scream                       | Kelis          | Flesh Tone           |
| 2014 | Sexy Bitch                   | Fréro Delavega | Fréro Delavega       |
| 2015 | She Wolf (Falling to Pieces) | Madilyn Bailey | Muse Box             |
| 2011 | Something for the DJs        | Pitbull        | Planet Pit           |
| 2015 | Summer 2015                  | L.E.J.         | En attendant l’album |
| 2013 | Super Smurf                  | De Smurfen     | Leve de vakantie!    |

## T
| Jahr | Titel                      | Interpret           | Album                |
| ---- | -------------------------- | ------------------- | -------------------- |
| 2015 | Take This Chance           | Anastacia           | Ultimate Collection  |
| 2010 | The Best One Yet (The Boy) | The Black Eyed Peas | The Beginning        |
| 2018 | Think Think Think          | Jack Back           | 7                    |
| 2016 | This One’s For You         | Dave Cole           |                      |
| 2013 | Till It’s Gone             | Britney Spears      | Britney Jean         |
| 2015 | Titanium                   | Madilyn Bailey      | Muse Box             |
| 2015 | Titanium                   | Chiara              | Un giorno di sole    |
| 2013 | Titanium                   | Jahméne Douglas     | Love Never Fails     |
| 2012 | Titanium                   | Nica & Joe          | Magic Moments        |
| 2013 | Titanium                   | Lorenzo Licitra     | In the Name of Love  |
| 2012 | Titanium                   | The Piano Guys      | The Piano Guys       |
| 2013 | Titanium                   | Jasmine Thompson    | Bundle of Tantrums   |
| 2013 | Titanium                   | Within Temptation   | The Q Music Sessions |
| 2015 | Tonight Belongs to U!      | Jeremih             |                      |
| 2017 | Turn Back Time             | Deorro feat. Teemu  |                      |

## W
| Jahr | Titel                                        | Interpret          | Album                        |
| ---- | -------------------------------------------- | ------------------ | ---------------------------- |
| 2010 | Wavin’ Flag (David Guetta & will.i.am Remix) | K’naan             | Troubadour: Champion Edition |
| 2018 | What 2 Say                                   | Jack Back          | 7                            |
| 2009 | When Love Takes Over                         | Pixie Lott         | Turn It Up                   |
| 2012 | When Love Takes Over                         | Nica & Joe         | Nica & Joe                   |
| 2015 | Who’s Taking You Home                        | Ne-Yo              | Non-Fiction                  |
| 2012 | Without You                                  | Glee Cast          |                              |
| 2011 | Without You                                  | Rüdiger Skoczowsky |                              |
| 2012 | Without You                                  | The Piano Guys     | The Piano Guys               |
| 2015 | World Championship Finale 2                  | The Barden Bellas  | Pitch Perfect 2 (OST)        |